# Adam M. L. Tice
Adam M. L. Tice (* 11. Oktober 1979) ist ein US-amerikanischer Kirchenmusiker, Hymnendichter und Komponist.

## Werdegang
Tice studierte nach dem Besuch der Highschool in Elkhart (Indiana) am mennonitischen Goshen College. Neben einer theologischen Ausbildung hatte er hier Kompositionsunterricht u. a. bei Lee Dengler. Während der Studienzeit begann er bereits als Chorleiter und Kirchenmusiker zu arbeiten. Nach dem Abschluss des College belegte er ab 2003 Kurse am Associated Mennonite Biblical Seminary und begann erste Hymnentexte zu schreiben.
In den Gesangbuch More Voices der Macalester Plymouth United Church erschien sein erster Hymnentext Breath of God, Breath of Peace. 2007 schloss er seine Ausbildung als Master of the Arts mit einer Arbeit über die Darstellung des Lebens Jesu in mennonitischen Gesangbüchern des 20. Jahrhunderts ab. Von 2007 bis 2012 war er Associate Pastor der Hyattsville Mennonite Church in Maryland. 2001 erhielt sein Bläserarrangement von Jesus, Lover of My Soul den Ersten Preis beim Kompositionswettbewerb des Institute for the Study of American Evangelicals.